# Chiesa di Santa Maria Ancillarum
La chiesa di Santa Maria Ancillarum è un edificio di culto di Napoli; è dirimpettaia alla ben più vasta e famosa Donnaregina Nuova. L'origine della sua denominazione e la data di fondazione non sono note.
L'intitolazione della chiesa deriverebbe da Ancillarum Dei (Serva di Dio, dalla frase "Eccomi, sono la serva del Signore", pronunciata dalla Vergine Maria come raccontato in Luca 1:38). Potrebbe anche riferirsi alle ancelle della regina Maria d'Ungheria che, venute in zona a seguito della regina ritiratasi in Santa Maria Donnaregina, avrebbero ottenuto questa chiesa dall'arcivescovo.
La struttura, eretta nel XIII secolo, si svolge secondo gli stilemi del gotico. L'interno è ornato da pregevoli affreschi sulla volta a crociera, mentre, sull'altare maggiore, era collocato un polittico di autore ignoto del tardo Quattrocento, raffigurante la Vergine e i Santi Giacomo e Cristoforo e che oggi è conservato nei depositi della Basilica dell'Incoronata Madre del Buon Consiglio.
Il pregevole tesoro che ospita la chiesa è un dipinto raffigurante la Natività di Maria di Giacinta Sacchetti (1734).